# 伍德萊克 (內布拉斯加州)
伍德萊克（英語：Wood Lake）是位於美國內布拉斯加州切里縣的村。

## 人口
根據2020年美國人口普查的數據，伍德萊克的面積為0.85平方千米，當中陸地面積為0.82平方千米，而水域面積為0.03平方千米。當地共有人口46人，而人口密度為每平方千米54人。